# Mr. Wendal
Mr. Wendal is een single van rapgroep Arrested Development uit 1992 van het album 3 Years, 5 Months & 2 Days in the Life Of.....
Het nummer gaat over daklozen en roept op tot meer begrip voor hun situatie.
In de Verenigde Staten stond de single op de zesde plaats in de Billboard Top 100, in Groot-Brittannië haalde hij nummer 4 in de UK Singles Chart.
Tijdens een optreden in 1993 werden daklozen uitgenodigd op het podium om de boodschap van het nummer kracht bij te zetten.